# Baia di Laizhou
La baia di Laizhou (萊州灣T, 莱州湾S, Láizhōu WānP) è una baia lungo la costa meridionale del mare di Bohai (noto anche come golfo di Bohai o semplicemente Bo Hai, una propaggine occidentale vasta e relativamente poco profonda del Mar Giallo settentrionale), delimitata dalla costa nord-occidentale della penisola dello Shandong ad ovest del porto di Longkou e dalla costa orientale di Dongying a sud dell'estuario del Fiume Giallo. Prende il nome dalla città-contea di Laizhou ad est, ed è la più piccola delle tre insenature principali del mare di Bohai (le altre sono la baia del Liaodong a nord e la baia di Bohai ad ovest).